# Бангладешка така
Бангладешка така (бенгалски: টাকা) је званична валута у Бангладешу. Скраћеница за лат је Tk а међународни код BDT. Симбол за таку је ৳. Таку издаје Банка Бангладеша. У 2009. години инфлација је износила 5,39%. Једна така састоји се од 100 поиша.
Така је уведена 1972. као замена за пакистански рупи.
Постоје новчанице у износима 1, 2, 5, 10, 20, 50, 100, 500 и 1000 така и кованице 1, 2 и 5 така као и од 1, 5, 10, 25 и 50 поиша.